# Digno García
Digno García (Luque, 22 de septiembre de 1919 - Geraardsbergen, 4 de febrero de 1984) fue un compositor e intérprete de arpa paraguaya. Se le considera responsable de la gran difusión del arpa paraguaya en diversos países americanos y europeos.

## Primeros pasos
Nació en Luque, Paraguay, el 22 de septiembre de 1919. 
Se inició en la música a los doce años, como cantante del conjunto de Julián Rejala.
Integró el conjunto de Gumersindo Ayala Aquino con el que recorrió Centroamérica durante cinco años. En México cursó estudios de teoría musical. “Cascada”, una de sus obras fundamentales y una alta cumbre en la composición de música para arpa paraguaya, fue utilizada por años como cortina musical de los programas de Radio Vaticano para América Latina.
A partir de 1952 integró el mítico “Trío Los Paraguayos” -liderado por Luis Alberto del Paraná e integrado además por Humberto Barúa, a quien reemplazaría en 1953 Agustín Barboza- que gozaba de rango diplomático para la difusión de la música paraguaya en el Viejo Mundo. Con este conjunto grabó para la Philips de Holanda -sello del cual fueron artistas exclusivos- temas instrumentales para arpa como “Pájaro campana” (motivo popular recopilado por Félix Pérez Cardozo) y la ya citada canción “Cascada”, que alcanzaron difusión mundial.

## Trayectoria
En 1956, disuelto el “Trío Los Paraguayos”, formó el “Trío Los Pampas” con Juan Alfonso Ramírez y Chinita Montiel. Más tarde formó el conjunto “Digno García y los Carios”, contando en su haber la grabación de más de cincuenta discos. 

El célebre artista plástico español Salvador Dalí, admirador de su virtuosismo interpretativo, le dedicó su obra “La guitarra”, labrada en cristal de roca. Desde 1962 hasta 1984 se radicó en Geraardsbergen, Bélgica.
En una magnífica semblanza de su compañero y amigo, Agustín Barboza, en su libro “Ruego y Camino” escribe: “Pocos hombres tienen la fortuna de llevar un nombre que además de identificarlo lo caracterice integralmente. Digno García tuvo ese privilegio, porque de su gran dignidad personal y artística se benefició largamente la música paraguaya... Gran artista por su formación musical, sensibilidad y por su fidelidad a la estética concreta de la música paraguaya, hacía que una polka áspera saliese de su arpa transformada en una tibia melodía, suavizada y con nuevos matices de germinación armónica...”

## Últimos años
Recibió varios reconocimientos, entre los cuales destaca la “Medalla al Mérito Nacional”. Falleció el 4 de febrero de 1984.

## Obras
Sus composiciones más destacadas son: 
- Cascada
- Mi compañera
- A mi Paraguay
- Mi nostalgia
- Viajera
- Choche mi
- Canto a mi tierra
- Luqueñita
- Noches asunceñas
- A mis dos amores
- Costa brava
- Ismelda
- Marina
- La Paraguaya
- El Michael